# مفاعل سريع النيوترونات

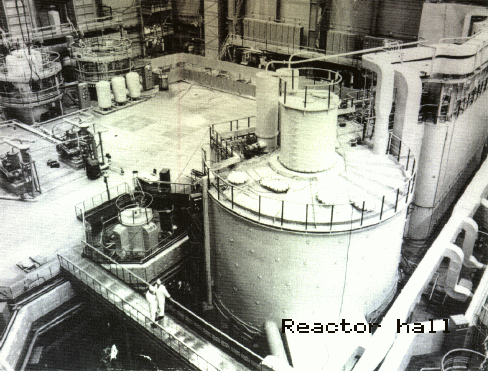
مفاعل نووي سريع ومحطة لتحلية المياه

مفاعل سريع النيوترونات هو فئة من المفاعلات النووية التي يتم فيها تدعيم تفاعل سلسلة الانشطار بواسطة النيوترونات السريعة (تحمل طاقات 5 ميجا فولت أو أكثر) على عكس النيوترونات الحرارية المستخدمة في النيوترون الحراري بالمفاعلات.
لا يحتاج مثل هذا المفاعل إلى وسيط النيوترون ولكنه يحتاج إلى وقود غني نسبياً بالمواد الانشطارية عند مقارنته بالوقود اللازم لمفاعل النيوترون الحراري.

## مفاعلات
- مفاعل سريع بتبريد الغاز
- مفاعل سريع بتبريد الصوديوم